# 일본국 헌법 제85조
일본국 헌법 제85조(일본어: 日本国憲法第85条)은 일본국 헌법 제7장 "재정"의 조문 중 하나이다. 국비 지출과 국가의 채무 부담에 대해 규정하고 있다.

## 조문
일본국 헌법 제85조
국비를 지출하거나 국가가 채무를 부담하려면 국회의 의결에 의거함을 필요로 한다.

## 해설
공공 사업에 국비를 투입하거나, 정부가 국채를 발행하는 것 등은 사전에 국회의 의결을 거쳐야 한다고 규정함으로써 국가 재정의 안정성을 도모하고자 하였다.